# Adalbert Hellrigl
Adalbert Hellrigl von Rechtenfeld (16. května 1841 Schwaz – 8. prosince 1913 Obermais) byl rakouský právník a politik německé národnosti z Tyrolska (respektive z dnešního Jižního Tyrolska), na konci 19. století poslanec Říšské rady.

## Biografie
Jeho otcem byl politik Alois Hellrigl (1802–1874). Adalbert působil jako advokát a statkář v Meranu. Politicky byl orientován jako liberál. Zasedal na Tyrolském zemském sněmu, kde byl poslancem za velkostatkářskou kurii v letech 1883–1901. V letech 1890–1900 zasedal i jako člen zemského výboru. Zastával funkci starosty Merana.
Byl i poslancem Říšské rady (celostátního parlamentu Předlitavska), kam usedl ve volbách roku 1891 za kurii velkostatkářskou v Tyrolsku, II. voličský sbor. Ve volebním období 1891–1897 se uvádí jako Dr. Adalbert von Hellrigl, soukromník, bytem Obermais.
V roce 1891 je řazen mezi kandidáty Sjednocené německé levice, do které se spojilo několik ústavověrných (liberálně a centralisticky orientovaných) proudů.
Zemřel v prosinci 1913.